# Michel Platini
Michel François Platini (Jœuf, Meurthe y Mosela, 21 de junio de 1955) es un exfutbolista, exentrenador y dirigente deportivo francés. Desde 2007 hasta 2015 fue presidente de la UEFA, el organismo rector del fútbol europeo. Es considerado por la FIFA como uno de los mejores jugadores del siglo XX y uno de los grandes centrocampistas de la historia del fútbol. Fue considerado por la IFFHS y la revista France Football como el mejor futbolista francés del siglo XX. Es considerado como uno de los mejores pasadores de la historia.
Fue expulsado del fútbol por ocho años por violaciones éticas en el escándalo de corrupción conocido como «FIFA Gate». Logró reducir su castigo a cuatro años, lo que significaba que podría volver a trabajar en el fútbol en octubre de 2019, pero continúa con problemas legales por ese tema.
Durante su época de jugador, Platini se destacó por su gran habilidad y su extraordinario remate de tiro libre. Suplía las limitaciones de físico con una técnica y una visión de juego depuradas, que le encumbraron a lo más alto del fútbol europeo. Es uno de los mediocampistas más goleadores de la historia del fútbol.
Se convirtió en el primer jugador en ganar el Balón de Oro por tres años consecutivos, los cuales ganó entre 1983 y 1985. Además quedó séptimo en la Votación del jugador del siglo por la FIFA y formó parte del Equipo mundial del siglo XX. En reconocimiento a sus logros, se le concedió la distinción de caballero de la Legión de Honor, título honorífico que otorga el gobierno francés. 
Durante su carrera, jugó para los clubes Nancy, Saint-Étienne y Juventus; ganó el premio capocannoniere de la Serie A tres veces consecutivas entre 1983 y 1985, y fue el máximo goleador de la victoriosa campaña de la Copa de Europa 1984-85 de la Juventus. Ganó con el club italiano un total de 6 títulos, entre los que destaca la Copa Intercontinetal, la Copa de Europa y la Supercopa de Europa.
Con la selección de Francia, fue capitán en cincuenta ocasiones entre 1979 y 1987. Levantó su primer trofeo internacional al final de la Eurocopa de 1984, donde fue el máximo goleador y mejor jugador, y fue dos veces semifinalista de la Copa del Mundo, en 1982 y en 1986. En la Eurocopa de 1984, estableció un récord de nueve goles marcados solo en ese torneo, y ostentaba el récord de más goles (9) marcados en la Eurocopa hasta ser superado por Cristiano Ronaldo en 2021. Es el cuarto máximo anotador de la historia de la selección francesa, solo superado por Antoine Griezmann,Thierry Henry y Olivier Giroud.
Después de su retiro como jugador, fue el entrenador de la selección de Francia durante cuatro años y fue el coorganizador de la Copa del Mundo de 1998 en Francia. En 2007, se convirtió en el primer exjugador en ser elegido presidente de la Unión de Asociaciones Europeas de Fútbol (UEFA). También ocupó los cargos de presidente del Comité Técnico y de Desarrollo de la FIFA y vicepresidente de la Federación Francesa de Fútbol.
El 14 de diciembre de 2020 fue incluido como mediocentro ofensivo en el tercer Dream Team histórico del Balón de Oro.
El 18 de junio de 2019, Platini fue detenido en Francia en relación con sospechas de corrupción relativas al Mundial de Catar de 2022. La investigación se centra en la reunión que mantuvieron en noviembre de 2010 las autoridades cataríes con el entonces presidente francés Nicolas Sarkozy y Platini en el Palacio del Elíseo, a la que también asistieron Guéant y Dion.

## Biografía
Nacido en Jœuf, en la región de Lorena, Platini es hijo de Aldo y Anna (Piccinelli), ambos de ascendencia italiana. La familia de Anna tiene sus raíces en la provincia de Belluno, mientras que el padre de Aldo, Francesco Platini, era un inmigrante de Agrate Conturbia, en la provincia de Novara, y se instaló en Francia poco después del final de la Primera Guerra Mundial. Aldo fue futbolista profesional y durante mucho tiempo director del AS Nancy, el club donde Michel comenzó su carrera profesional.

### Comienzos
Empezó su carrera deportiva en 1966, con 11 años, en el A.S. Joeuf, club de tercera división que dirigía su padre. Con 16 años ya sorprendía jugando con el Joeuf en un partido contra el FC Metz de la Copa Gambardella. Estuvo a punto de fichar por dicho club pero no pudo debido a una lesión, ya que los médicos dictaminaron que tenía problemas de respiración y un corazón frágil, aunque acabó uniéndose al club que dirigía su padre, el AS Nancy, en 1972.

### Nancy
Debutó profesionalmente en el Nancy en mayo de 1973, en su primer partido con el equipo de reservas, contra el Valenciennes, donde Platini marcó una tripleta. En 1974 sufrió una grave lesión al romperse la pierna izquierda en un partido contra el OGC Niza. El Nancy descendió ese año, pero gracias principalmente a la labor de Platini, al marcar 17 goles en la Ligue 2, el Nancy regresó a la élite del fútbol francés. Tras las Olimpiadas de Montreal 1976, Platini firmó su primer contrato profesional con el Nancy por dos años, y guio a su equipo a ganar la Copa de Francia en 1978 contra el Niza marcando el único gol del partido. En 1979, expiró su contrato con el Nancy y el París Saint-Germain, el Inter y el AS Saint-Étienne se interesaron por contratarlo. Finalmente, firmó un contrato de tres años con este último.

### AS Saint-Étienne

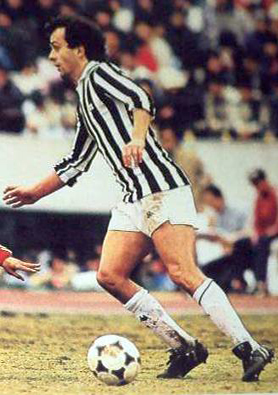
Platini en la Juventus en la Copa Intercontinental 1985.

Platini jugó tres años con los Verts y en esa época el club tuvo una excelente trayectoria en competiciones europeas. Se ganó la Ligue 1 en 1981, además de llegar a dos finales consecutivas de la Copa de Francia, contra el Sporting Club de Bastia en 1981 y en 1982 contra el París Saint-Germain , en el que fue su último año en el club de Les Verts antes de firmar por uno de los grandes de Europa: la Juventus de Turín.

### Juventus FC
En 1982, Platini es fichado por la Juventus de Turín. Con este equipo obtuvo la Serie A italiana y la Copa de Italia, la Copa de Europa, Recopa y Supercopa de Europa además de la Copa Intercontinental, tras vencer en Tokio a Argentinos Juniors, por penaltis, después de empatar a 2 tantos, partido en el que marcó un gol y convirtió el penalti en la definición.
Fue integrante primordial del mítico equipo bianconero, que bajo la dirección técnica de Giovanni Trapattoni había logrado las grandes hazañas en Europa (las 3 Grandes Copas) y conquistado de forma excluyente la liga.
En las ediciones de 1983, 1984 y 1985 obtuvo el Balón de Oro, trofeo que otorga anualmente la revista France Football al mejor futbolista de Europa. Michel Platini era el único jugador que recibió el trofeo durante tres años consecutivos, actualmente el récord fue igualado en el período 2009 - 2011 por el futbolista argentino Lionel Messi.

### Retirada y presidente de la UEFA
En 1987, a los 32 años, Michel Platini anunció su retirada del fútbol manifestando que ya no encontraba placer en lo que hacía y que para él el objetivo del fútbol debía ser el poder disfrutarlo. Un año después se hizo cargo del seleccionado francés, y en 1989 fue nombrado directivo de la Federación Francesa. En la Eurocopa disputada en Suecia en 1992 dirigió a su selección, donde cumplió una discreta actuación. En 1998 fue elegido copresidente del Comité Organizador del mundial de Francia, tarea que realizó satisfactoriamente.
Posteriormente pasó a formar parte de la FIFA y de la Federación Francesa de Fútbol, de la cual fue nombrado vicepresidente.
El 26 de enero de 2007, durante la celebración del XXXI Congreso Ordinario de la UEFA, celebrado en la ciudad alemana de Düsseldorf, Michel Platini es elegido presidente de dicha organización tras vencer al otro candidato, el sueco Lennart Johansson. En su discurso, el nuevo presidente destacó las virtudes de la solidaridad y de la universalidad.
El 9 de julio de 2010 sufrió de una bajada de tensión en Johannesburgo, Sudáfrica, que provocó los rumores de un posible infarto desmentidos más tarde por el doctor encargado de tratarlo.
Desde su posición como presidente de la UEFA, aboga por el reconocimiento de la selección de Gibraltar como selección nacional. Refuerza dicho mensaje acudiendo el 10 de mayo de 2015 en Gibraltar a la final del campeonato local en el estadio Victoria.

## Suspensión

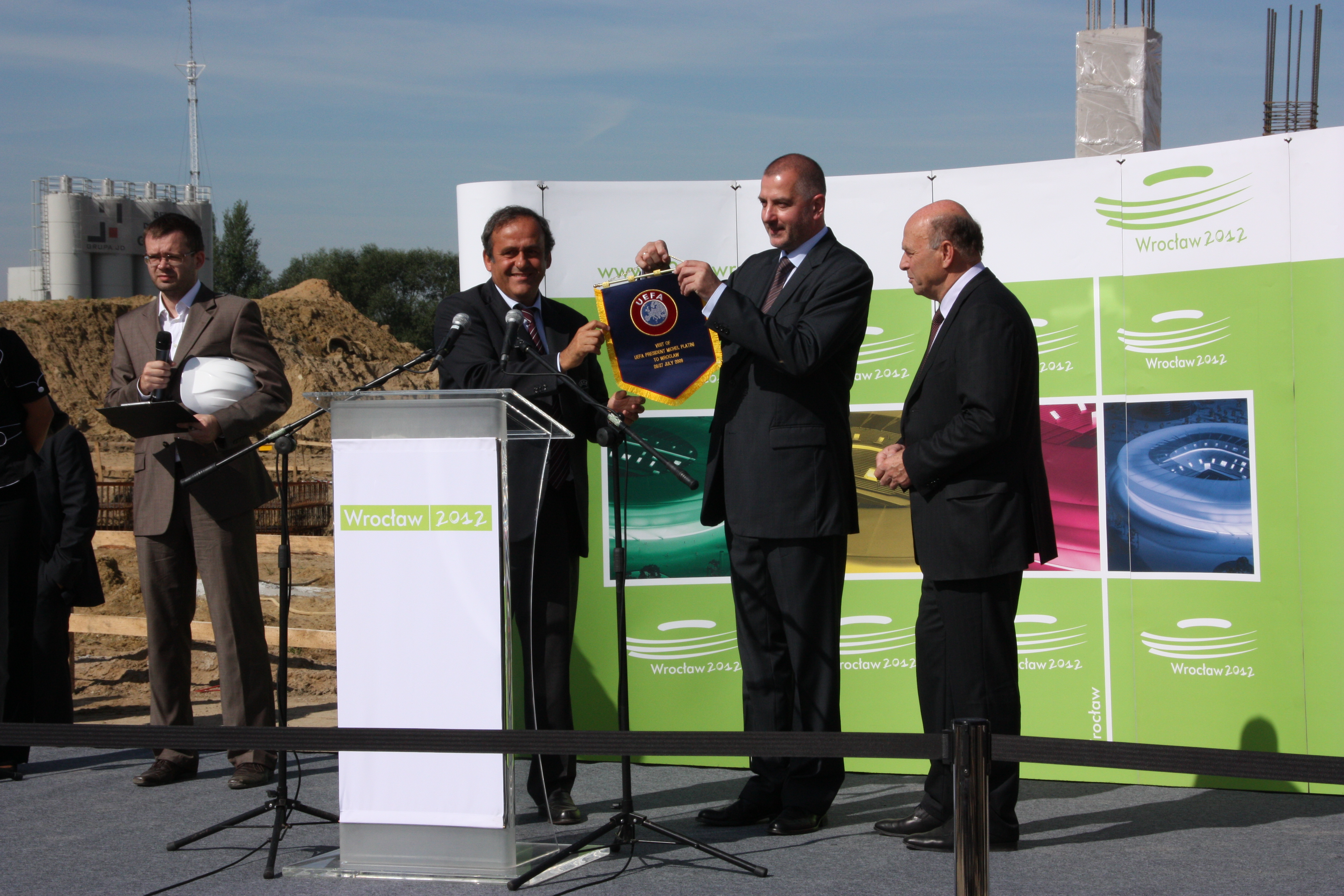
Platini, Rafał Dutkiewicz, Grzegorz Lato (Breslavia, 2009).

Joseph Blatter y Platini han sido suspendidos por el Comité de Ética de la FIFA por un periodo a ocho años apartados de cualquier actividad relacionada con el fútbol. El suspendido presidente de la UEFA, Michel Platini, sancionado con una inhabilitación de ocho años por el Comité de Ética de la FIFA, lamentó que se frene "de forma deliberada y con un cinismo que no se esconde" su candidatura a la presidencia de ese organismo. En un nuevo comunicado difundido por sus abogados, lanzado después de que Platini tachara de fraude el proceso y anunciara que va a recurrirlo, denunció que el "juego de calendario" elegido por la FIFA no es compatible con la elección.
El 18 de junio de 2019 fue detenido en París por supuesta corrupción en la elección del Mundial de Catar 2022, torneo en el que España también presentó una candidatura para ser país anfitrión de dicha cita. El arresto se produjo en el marco de una investigación ordenada por la Oficina del Fiscal Nacional de Finanzas (PNF) "por actos de soborno activo y pasivo", según informó el medio francés Mediapart. Catar ha sido acusado de comprar votos en su intento de organizar la Copa del Mundo 2022, y un informe posterior del investigador independiente estadounidense Michael García descubrió una serie de negocios en los que quedaron implicados varios de los dirigentes más importantes del mundo del fútbol. El propio exfutbolista francés admitió haber votado por la candidatura de Catar en la votación del 2 de diciembre de 2010, y ya había sido escuchado como testigo en diciembre de 2017.
Esta investigación por la que ha caído detenido Michel Platini se centra en la reunión que mantuvieron en noviembre de 2010 las autoridades cataríes con Nicolas Sarkozy y Platini en el Palacio del Elíseo, a la que también asistieron el exsecretario general del Palacio Claude Guéant y Sophie Dion, una antigua asesora del entonces presidente francés.

## Selección nacional
Su debut en la selección francesa se produjo el 27 de marzo de 1976, cuando Francia se enfrentó a Checoslovaquia en el estadio Parque de los Príncipes, en París. En 1978 debutó en la Copa Mundial de Fútbol, con casi 23 años. En ese mundial su equipo cumplió un correcto papel, aunque no pasó de la primera ronda. En el partido que jugó frente a Argentina, convirtió su primer gol en un mundial. Luego participó en los mundiales de 1982 y 1986, torneos en los que su selección llegó a semifinales. Se podría decir que en España 1982 su carrera alcanzó vuelo internacional y se perfiló como uno de los más grandes futbolistas del siglo. En esa ocasión disputó uno de los partidos más recordados de la historia de los mundiales: la semifinal contra Alemania Federal. En este partido, que comienzan ganando los alemanes, Francia logra empatar con gol de Platini y en el tiempo suplementario, después de que el partido terminara 1-1, Francia logra adelantarse en el marcador estableciendo un 3:1 a su favor; pero luego los alemanes empatan 3-3 y terminan ganando el partido por penaltis.
En 1984, siendo el capitán de su equipo, Francia y Platini consiguieron el primer gran título internacional de la selección: la Eurocopa, siendo él el máximo anotador de campeonato con 9 goles.
En México 1986 Francia disputó otros dos partidos memorables. Uno en octavos frente a Italia, y sobre todo el partido frente a Brasil, en los cuartos de final. Brasil llegó sin haber perdido ningún partido, y con la valla invicta; Michel Platini logró vencerla empatando el partido. La definición por penaltis decidió que Francia fuera el semifinalista. Pelé calificaría posteriormente a este partido como el partido del Siglo. En todos los encuentros Michel Platini marcó su estampa. Luego Francia fue eliminada de la copa por la selección de fútbol de Alemania.

### Participaciones en Copas del Mundo
| Mundial              | Sede      | Resultado    | Partidos | Goles | Prom. |
| -------------------- | --------- | ------------ | -------- | ----- | ----- |
| Copa Mundial de 1978 | Argentina | Primera fase | 3        | 1     | 0.33  |
| Copa Mundial de 1982 | España    | Cuarto lugar | 5        | 2     | 0.40  |
| Copa Mundial de 1986 | México    | Tercer lugar | 6        | 2     | 0.33  |

### Participaciones en Eurocopas
| Eurocopa      | Sede    | Resultado | Partidos | Goles | Prom. |
| ------------- | ------- | --------- | -------- | ----- | ----- |
| Eurocopa 1984 | Francia | Campeón   | 5        | 9     | 1.80  |

## Estadísticas

### Clubes
| Club                        | Temporada     | Div.          | Liga  | Liga  | Copas | Copas | Internacional | Internacional | Total | Total | Prom. |
| Club                        | Temporada     | Div.          | Part. | Goles | Part. | Goles | Part.         | Goles         | Part. | Goles | Prom. |
| --------------------------- | ------------- | ------------- | ----- | ----- | ----- | ----- | ------------- | ------------- | ----- | ----- | ----- |
| A. S. Nancy Francia         | 1972-73       | 1.ª           | 4     | 2     | —     | —     | —             | —             | 4     | 2     | 0.50  |
| A. S. Nancy Francia         | 1973-74       | 1.ª           | 21    | 2     | 3     | —     | —             | —             | 24    | 2     | 0.08  |
| A. S. Nancy Francia         | 1974-75       | 2.ª           | 32    | 17    | 7     | 13    | —             | —             | 39    | 30    | 0.77  |
| A. S. Nancy Francia         | 1975-76       | 1.ª           | 31    | 22    | 5     | 6     | —             | —             | 36    | 28    | 0.78  |
| A. S. Nancy Francia         | 1976-77       | 1.ª           | 38    | 25    | 1     | —     | —             | —             | 39    | 25    | 0.64  |
| A. S. Nancy Francia         | 1977-78       | 1.ª           | 36    | 18    | 10    | 7     | —             | —             | 46    | 25    | 0.54  |
| A. S. Nancy Francia         | 1978-79       | 1.ª           | 19    | 12    | 5     | 3     | —             | —             | 24    | 15    | 0.63  |
| A. S. Nancy Francia         | Total club    | Total club    | 181   | 98    | 31    | 29    | 0             | 0             | 212   | 127   | 0.60  |
| A. S. Saint-Etienne Francia | 1979-80       | 1.ª           | 33    | 16    | 7     | 5     | 7             | 5             | 47    | 26    | 0.55  |
| A. S. Saint-Etienne Francia | 1980-81       | 1.ª           | 35    | 20    | 10    | 5     | 7             | 4             | 52    | 29    | 0.56  |
| A. S. Saint-Etienne Francia | 1981-82       | 1.ª           | 36    | 22    | 8     | 5     | 2             | —             | 46    | 27    | 0.59  |
| A. S. Saint-Etienne Francia | Total club    | Total club    | 104   | 58    | 25    | 15    | 16            | 9             | 145   | 82    | 0.57  |
| Juventus de Turín · Italia  | 1982-83       | 1.ª           | 30    | 16    | 9     | 7     | 9             | 5             | 48    | 28    | 0.58  |
| Juventus de Turín · Italia  | 1983-84       | 1.ª           | 28    | 20    | 7     | 3     | 8             | 2             | 43    | 25    | 0.58  |
| Juventus de Turín · Italia  | 1984-85       | 1.ª           | 30    | 18    | 9     | 4     | 9             | 7             | 48    | 29    | 0.60  |
| Juventus de Turín · Italia  | 1985-86       | 1.ª           | 30    | 12    | 6     | 1     | 7             | 4             | 43    | 17    | 0.40  |
| Juventus de Turín · Italia  | 1986-87       | 1.ª           | 29    | 2     | 8     | 1     | 4             | 2             | 41    | 5     | 0.12  |
| Juventus de Turín · Italia  | Total club    | Total club    | 147   | 68    | 39    | 16    | 37            | 20            | 223   | 104   | 0.47  |
| Total carrera               | Total carrera | Total carrera | 432   | 224   | 95    | 60    | 53            | 29            | 580   | 313   | 0.54  |

### Resumen estadístico
|                       | Partidos | Goles | Promedio |
| --------------------- | -------- | ----- | -------- |
| Segunda División      | 32       | 17    | 0.53     |
| Primera División      | 400      | 207   | 0.52     |
| Copas nacionales      | 95       | 60    | 0.63     |
| Copas internacionales | 53       | 29    | 0.54     |
| Selección francesa    | 72       | 41    | 0.57     |
| TOTAL                 | 652      | 354   | 0.57     |

## Entrenador

### Selecciones
| País    | Año   | Datos estadísticos | Datos estadísticos | Datos estadísticos | Datos estadísticos | Datos estadísticos | Datos estadísticos | Datos estadísticos | Datos estadísticos | Datos estadísticos | Datos estadísticos |
| País    | Año   | Part.              | P.G.               | P.E.               | P.P.               | Títulos            | G.F.               | G.C.               | D.G.               | %                  |                    |
| ------- | ----- | ------------------ | ------------------ | ------------------ | ------------------ | ------------------ | ------------------ | ------------------ | ------------------ | ------------------ | ------------------ |
| Francia | 1988  | 1                  | 0                  | 0                  | 1                  | -                  | 2                  | 3                  | -1                 | 0.00%              |                    |
| Francia | 1989  | 7                  | 3                  | 3                  | 1                  | -                  | 10                 | 5                  | +5                 | 57.14%             |                    |
| Francia | 1990  | 8                  | 7                  | 1                  | 0                  | -                  | 14                 | 4                  | +10                | 91.67%             |                    |
| Francia | 1991  | 6                  | 6                  | 0                  | 0                  | -                  | 20                 | 5                  | +15                | 100.00%            |                    |
| Francia | 1992  | 7                  | 0                  | 4                  | 3                  | -                  | 7                  | 11                 | -4                 | 19.05%             |                    |
| Francia | Total | 29                 | 16                 | 8                  | 5                  | -                  | 53                 | 28                 | +25                | 64.37%             |                    |

## Palmarés

### Campeonatos nacionales
| Título          | Equipo              | País    | Año  |
| --------------- | ------------------- | ------- | ---- |
| Ligue 2         | A. S. Nancy         | Francia | 1975 |
| Copa de Francia | A. S. Nancy         | Francia | 1978 |
| Ligue 1         | A. S. Saint-Étienne | Francia | 1981 |
| Copa de Italia  | Juventus F. C.      | Italia  | 1983 |
| Serie A         | Juventus F. C.      | Italia  | 1984 |
| Serie A         | Juventus F. C.      | Italia  | 1986 |

### Campeonatos internacionales
| Título                          | Equipo               | Sede    | Año     |
| ------------------------------- | -------------------- | ------- | ------- |
| Recopa de Europa                | Juventus F. C.       | Basilea | 1983-84 |
| Supercopa de Europa             | Juventus F. C.       | Turín   | 1984    |
| Eurocopa                        | Selección de Francia | Francia | 1984    |
| Copa de Europa                  | Juventus F. C.       | Heysel  | 1984-85 |
| Copa Intercontinental           | Juventus F. C.       | Tokio   | 1985    |
| Copa de Campeones Conmebol-UEFA | Selección de Francia | París   | 1985    |

### Distinciones individuales
| Distinción                                           | Año              |
| ---------------------------------------------------- | ---------------- |
| Premio France Football al Futbolista francés del Año | 1976, 1977       |
| Máximo goleador de la Serie A (16 goles)             | 1983             |
| Máximo goleador de la Serie A (20 goles)             | 1984             |
| Máximo goleador de la Serie A (18 goles)             | 1985             |
| Premio Onze d'Or al Mejor Futbolista Europeo del año | 1983, 1984, 1985 |
| Balón de Oro al Mejor Futbolista Europeo             | 1983, 1984, 1985 |
| Máximo goleador de la Eurocopa (9 goles)             | 1984             |
| Premio World Soccer al Mejor Futbolista del Mundo    | 1984, 1985       |
| Mejor jugador de la Copa Intercontinental            | 1985             |
| Miembro FIFA 100                                     | 2004             |
| Once histórico de bronce del Balón de Oro            | 2020             |

### Condecoraciones
| Distinción                    | Año  |
| ----------------------------- | ---- |
| Oficial de la Legión de Honor | 1984 |